# アウグスト・フィック

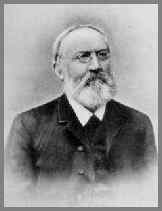
アウグスト・フィック

フリードリヒ・コンラート・アウグスト・フィック（Friedrich Conrad August Fick、1833年5月5日 - 1916年3月24日）は、ドイツの文献学者。インド・ヨーロッパ語族の語源学研究で知られる。

## 生涯
フィックはペータースハーゲンに生まれ、ゲッティンゲン大学でテーオドール・ベンファイらに学んだ。1858年からゲッティンゲンのギムナジウムで教えた。
1876年にゲッティンゲン大学の員外教授に就任した。1888年にはブレスラウ大学の正教授に移ったが、健康上の理由で1891年に退官した。
1916年、ヒルデスハイムで没した。

## 主な業績
1868年に『印欧祖語辞典』を出版した。これは最初のインド・ヨーロッパ祖語の辞典だった。
- Wörterbuch der Indogermanischen Grundsprache. Göttingen: Vandenhoeck und Ruprecht. (1868)

1870年の第2版以降では『印欧語比較辞典』と改題し、大きく拡張された（ヴァルデとポコルニーによる同名の書がある）。
- Vergleichendes Wörterbuch der Indogermanischen Sprachen. Göttingen: Vandenhoeck und Ruprecht. (1890-1909)（第4版）巻1 巻2 巻3

1873年には『ヨーロッパの印欧人の古い言語一体性』を出版した。
- Die ehemalige Spracheinheit der Indogermanen Europas. Göttingen: Vandenhoeck und Ruprecht. (1873)

1879年の論文で、インド・ヨーロッパ祖語の弱い母音をはじめて想定し、シュワーと名付けた。
ほかに古代ギリシアの人名や地名の研究、ホメーロスやヘーシオドスの言語の研究などがある。